# 齋藤正記
齋藤 正記（さいとう まさき、1959年7月18日 - ）は、日本の実業家。三井情報代表取締役社長を経て、セブン&アイ・ホールディングス最高情報責任者（CIO）、セブン&アイ・ネットメディア代表取締役社長。

## 人物・経歴
岡山県岡山市出身。1982年に一橋大学経済学部卒業後、三井物産に入社し、電子機器や情報技術事業に長く携わった。アウトソーシング事業部長、ICTソリューション事業部長を経て、2010年欧州・中東・アフリカ本部CAO兼欧州三井物産CAO。2012年から三井情報代表取締役社長を務め、減収減益が続いた中、研究開発への投資強化を進めた。2017年三井物産執行役員ICT事業本部長。
2019年セブン&アイ・ホールディングスグループDX戦略本部シニアオフィサー。2020年セブン&アイ・ホールディングスセキュリティ統括室長。2021年セブン&アイ・ホールディングス執行役員グループDX推進本部長兼グループDXソリューション本部長。2023年セブン&アイ・ホールディングス常務執行役員最高情報責任者（CIO）兼グループDX本部長、セブン&アイ・ネットメディア代表取締役社長。